# Martina Menegoni
Martina Menegoni (Cavalese, 29 maggio 1993) è una calciatrice italiana, centrocampista dell'Unterland.

## Carriera

### Club
Martina Menegoni coltiva la passione per il pallone fin da piccola, seguendo la passione degli amici, quindi incoraggiata dalla famiglia, decide di iniziare l'attività agonistica, prima nella polisportiva Monti Pallidi di Moena per poi passare al Fassa Calcio, di Vigo di Fassa, fino al raggiungimento dell'età massima per giocare nelle squadre miste.
Dalla stagione 2009-2010 gioca in prima squadra con il Südtirol Vintl Damen, allora con sede a Vandoies/Vintl, dove pur venendo impiegata solo tre volte in campionato al suo termine condivide con le compagne la conquista del secondo posto del girone A, dietro al Mozzanica, e la conseguente promozione alla Serie A, la prima storica promozione della squadra altoatesina. Da allora veste sempre la maglia biancorossa del Südtirol, dall'estate 2012 divenuto Südtirol Damen Bolzano per cambio sede, riuscendo con la squadra a ritornare in Serie A dopo cinque anni di nuova cadetteria.

## Palmarès

### Club
- Campionato italiano di Serie A2: 1

Südtirol: 2009-2010
- Campionato italiano di Serie B: 1

Südtirol: 2014-2015